# 馮本澄
馮本澄（1461年—？），字廉甫，浙江宁波府慈谿縣（今浙江省慈溪市）人。明朝政治人物。

## 生平
弘治十一年戊午科浙江鄉試第十六名舉人。弘治十二年（1499年）中式己未科會試第一百三十四名，二甲第四十名進士。正德十年（1514年），擢廣東高州府知府。正德十二年（1516年）考察，得「不謹」評語，勒令去職。

## 家族
曾祖馮泰，監察御史；祖馮粲然，遇例冠带；父馮駿。母桂氏。慈侍下。弟本清、本深、本洪、本淳。